# Viñuelas (kommunhuvudort)
Viñuelas är en kommunhuvudort i Spanien.   Den ligger i provinsen Provincia de Guadalajara och regionen Kastilien-La Mancha, i den centrala delen av landet, 50 km nordost om huvudstaden Madrid. Viñuelas ligger 868 meter över havet och antalet invånare är 117.
Terrängen runt Viñuelas är platt åt sydost, men åt nordväst är den kuperad. Runt Viñuelas är det glesbefolkat, med 8 invånare per kvadratkilometer. Närmaste större samhälle är Cabanillas del Campo, 19,9 km sydost om Viñuelas. Trakten runt Viñuelas består till största delen av jordbruksmark.